# Данбар-Данбар, Джон Арчибальд
Джон Арчибальд Данбар-Данбар (8 октября 1849 — 11 ноября 1905) — британский филателист, один из «отцов филателии», внесённый в Список выдающихся филателистов в 1921 году. Он был экспертом по почтовым маркам Австралии.

## Ранний период жизни
Данбар-Данбар родился 8 октября 1849 года в Сипарке, Форрес, Морейшир, Шотландия, в семье Эдварда Данбар-Данбара, капитана 21-го полка Королевских шотландских стрелков, и Фиби Данбар (умерла в 1899 году, оставив 109 808 фунтов стерлингов). Он получил университетское образование в Оксфорде, получив степень бакалавра гуманитарных наук в 1873 году.

## Церковная карьера
5 ноября 1875 года в городе Уорике Данбар-Данбар женился на Луизе Камбрей. К 1875 году он служил помощником викария в церкви Св. Спаса в Данди, где затем был рукоположен в священники в 1876 году. В апреле 1878 года он стал викарием епископальной церкви Св. Маргариты в Лочи, Данди.

## Смерть
Данбар-Данбар скончался в 1905 году, оставив после себя наследство стоимостью 151 192 фунта стерлингов. Его коллекция почтовых марок была передана в дар Музею науки и искусства в Эдинбурге. Он также составил завещание в пользу 10 бедняков в районе Файндхорна в возрасте 65 лет и старше, которое в то время должно быть было значительным, но сейчас составляет всего около 4000 фунтов стерлингов. У Данбар-Данбара осталась жена Луиза, которая умерла только в 1930-х годах.